# Łowiszcze
Łowiszcze (ukr. Ловища) – wieś na Ukrainie w rejonie kowelskim obwodu wołyńskiego.
Do 2020 w rejonie turzyskim.